# نوال رمضان
نوال رمضان (مواليد 8 أبريل 1992) هي ربّاعة بارالمبية مصرية. شاركت في دورة الألعاب البارالمبية الصيفية 2016 لكنها لم تحقق أي مركز بعد أنهت المشاركة بثلاث محاولات خاطئة. كما شاركت في بطولة العالم عام 2014 وحلّت في المركز الرابع.